# Туам
Туам (англ. Tuam; ирл. Tuaim (Туамь)) — (малый) город в Ирландии, находится в графстве Голуэй (провинция Коннахт).
Население 2997 жит. (2006). Главная достопримечательность — католический Собор Вознесения Девы Марии.

## Скандал с массовыми захоронениями младенцев
Дом матери и ребёнка «Бон Секур» (Дом матери и ребёнка Святой Марии) или просто «Дом» — родильный дом для незамужних матерей и их детей, действовавший в городе с 1925 по 1961 год. Им управлял религиозный орден монахинь «Бон Секур». С момента постройки в середине XIX века и до начала XX века, прежде чем им управляли сёстры «Бон Секур», здание служило работным домом для бедных.
Разведочные раскопки, проводившиеся с ноября 2016 года по февраль 2017 года по распоряжению Комиссии по расследованию деятельности домов матери и ребёнка под руководством судьи Ивонн Мёрфи, обнаружили «значительное» количество человеческих останков в возрасте от 35 недель внутриутробного развития до двух-трёх лет, захороненных в заброшенной бывшей выгребной яме с двадцатью камерами. Большинство захоронений датируются 1950-ми годами.
Группа из 18 экспертов начала судебно-медицинскую экспертизу этого места 14 июля 2025 года. Ожидается, что операция продлится два года. Эта эксгумация является результатом десятилетних усилий местных жителей, выживших, активистов и журналистов с тех пор, как этот вопрос впервые привлек внимание общественности в 2014 году благодаря исследованию местного историка Кэтрин Корлесс. Предполагается, что там находятся останки около 800 погибших младенцев.

## Демография
Население — 6 885 человек (по переписи 2006 года). В 2002 году население было 5 947 человек. При этом, население внутри городской черты (legal area) было 2 997, население пригородов (environs) — 3 888.
Данные переписи 2006 года:
| Общие демографические показатели |               |                               |                               |      |      |
| Всё население                    | Всё население | Изменения населения 2002—2006 | Изменения населения 2002—2006 | 2006 | 2006 |
| 2002                             | 2006          | чел.                          | %                             | муж. | жен. |
| 5 947                            | 6 885         | 938                           | 15,8                          | 3397 | 3488 |

В нижеприводимых таблицах сумма всех ответов (столбец «сумма»), как правило, меньше общего населения населённого пункта (столбец «2006»).
| Религия (Тема 2 — 5 : Число людей по религиям, 2006) |             |                |             |            |       |       |
| Католики, чел.                                       | Католики, % | Другая религия | Без религии | не указано | сумма | 2006  |
| 6 241                                                | 90,6        | 311            | 171         | 162        | 6 885 | 6 885 |

| Этно-расовый состав (Этничность. Тема 2 — 3 : Постоянное население по этническому или культурному происхождению, 2006) |            |              |       |        |        |            |       |       |
| Белые ирландцы | Лухт-шулта | Другие белые | Негры | Азиаты | Другие | Не указано | сумма | 2006  |
| 5 322 | 530        | 544          | 45    | 49     | 155    | 183        | 6 828 | 6 885 |
| Доля от всех отвечавших на вопрос, %                                                                                   |            |              |       |        |        |            |       |       |
| 77,9 | 7,8        | 8,0          | 0,7   | 0,7    | 2,3    | 2,7        | 100   | 99,21 |

1 — доля отвечавших на вопрос о языке от всего населения.
| Владение ирландским языком (Тема 3 — 1 : Число людей от 3 лет и старше по способности говорить по-ирландски, 2006) |       |            |       |       |
| Владеете ли Вы ирландским языком?                                                                                  |       |            |       |       |
| Да | Нет   | Не указано | сумма | 2006  |
| 2 576 | 3 788 | 212        | 6 576 | 6 885 |
| Доля от всех отвечавших на вопрос о языке, %                                                                       |       |            |       |       |
| 39,2 | 57,6  | 3,2        | 100   | 95,51 |

1 — доля отвечавших на вопрос о языке от всего населения.
| Использование ирландского языка (Тема 3 — 2 : Irish speakers aged 3 or over by frequency of speaking Irish, 2006) |                                                            |                                               |                                               |                                               |                                               |                                               |       |                                     |       |
| Как часто и где Вы говорите по-ирландски?                                                                         |                                                            |                                               |                                               |                                               |                                               |                                               |       |                                     |       |
| ежедневно, только в образовательных учреждениях                                                                   | ежедневно, как в образовательных учреждениях, так и вне их | в других местах (вне образовательной системы) | в других местах (вне образовательной системы) | в других местах (вне образовательной системы) | в других местах (вне образовательной системы) | в других местах (вне образовательной системы) | сумма | всего, отвечавших на вопрос о языке | 2006  |
| ежедневно, только в образовательных учреждениях                                                                   | ежедневно, как в образовательных учреждениях, так и вне их | ежедневно                                     | каждую неделю                                 | реже                                          | никогда                                       | не указано                                    | сумма | всего, отвечавших на вопрос о языке | 2006  |
| 576 | 39                                                         | 64                                            | 164                                           | 1 041                                         | 637                                           | 55                                            | 2 576 | 6 576                               | 6 885 |
| Доля от всех отвечавших на вопрос о языке, %                                                                      |                                                            |                                               |                                               |                                               |                                               |                                               |       |                                     |       |
| 8,8 | 0,6                                                        | 1,0                                           | 2,5                                           | 15,8                                          | 9,7                                           | 0,8                                           | 39,2  | 100                                 |       |

| Типы частных жилищ (Тема 6 — 1(a) : Число частных домовладений по типу размещения, 2006) |          |         |                 |            |       |       |
| Отдельный дом                                                                            | Квартира | Комната | Переносные дома | не указано | сумма | 2006  |
| 2 422                                                                                    | 177      | 8       | 1               | 98         | 2 706 | 6 885 |